# تاج سه‌گانه دوچرخه‌سواری
تاج سه‌گانه دوچرخه‌سواری از نظر بسیاری از هواداران این ورزش، بزرگترین دستاورد در دوچرخه‌سواری محسوب‌می‌شود. تعاریف گوناگونی برای این عبارت به کار می‌روند؛ ولی رایج‌ترین آن، قهرمانی در تور دو فرانس، جیرو دیتالیا و مسابقات قهرمانی جاده جهان در یک سال است. در تعریفی گسترده‌تر، می‌توان ووئلتا اسپانیا را جایگزین یکی از دو گرند تور دیگر کرد. تاکنون تنها دو رکابزن به نام‌های ادی مرکس و استفن روچ توانسته‌اند تاج سه‌گانه را به دست آورند. این عنوان سخت‌ترین دستاورد سالانه در دوچرخه‌سواری جاده محسوب‌می‌شود. تاج سه‌گانه عنوانی رسمی نیست و هیچ جایزه‌ای برای آن وجودندارد.

## برندگان تاج سه‌گانه
تاکنون تنها دو رکابزن توانسته‌اند به عنوان تاج سه‌گانه دست‌یابند:
| رکابزن          | سال  | مسابقه             |
| --------------- | ---- | ------------------ |
| ادی مرکس (BEL)  | ۱۹۷۴ | تور + جیرو + جهانی |
| استفن روچ (IRL) | ۱۹۸۷ | تور + جیرو + جهانی |

## در آستانه پیروزی
چند دوچرخه‌سوار در آستانهٔ به دست آوردن تاج سه‌گانه بوده‌اند. آنان توانستند دو قهرمانی را به دست آورند؛ ولی در نزدیکی کسب عنوان سوم متوقف شدند. فائوستو کوپی در سال ۱۹۴۹ در مسابقات قهرمانی جهان سوم شد؛ برنار اینو در سال ۱۹۷۸ پنجم شد و میگل ایندوراین در سال ۱۹۹۳ بر سکوی دوم ایستاد.

### پیروزی دو گرند تور در یک سال
کوپی نخستین رکابزنی بود که توانست جیرو و تور را در یک سال (یک‌بار در سال ۱۹۴۹ و بار دوم در سال ۱۹۵۲) فتح کند. مرکس نخستین دوچرخه‌سواری بود که تاج سه‌گانه را به دست‌آورد. البته او در سال ۱۹۷۲ نیز به این عنوان نزدیک‌شد؛ ولی در مسابقات قهرمانی جهان چهارم شد.
ایندوراین در سال‌های ۱۹۹۲ و ۱۹۹۳ برندهٔ دوگانهٔ جیرو-تور شد و در هر دو سال، تلاش زیادی برای پیروزی در مسابقات قهرمانی جهان کرد؛ ولی در نهایت یک رتبهٔ ششم و یک رتبهٔ دوم به دست‌آورد.
| دوچرخه‌سوار            | سال  | گرند تورهای پیروز شده | نتیجه در قهرمانی جهان |
| --------------------- | ---- | --------------------- | --------------------- |
| فائوستو کوپی (ITA)    | ۱۹۴۹ | تور + جیرو            | سوم                   |
| فائوستو کوپی (ITA)    | ۱۹۵۲ | تور + جیرو            | نرفت                  |
| ژاک آنکتیل (FRA)      | ۱۹۶۳ | تور + ووئلتا          | ۱۴ام                  |
| ژاک آنکتیل (FRA)      | ۱۹۶۴ | تور + جیرو            | هفتم                  |
| ادی مرکس (BEL)        | ۱۹۷۰ | تور + جیرو            | ۲۹ام                  |
| ادی مرکس (BEL)        | ۱۹۷۲ | تور + جیرو            | چهارم                 |
| ادی مرکس (BEL)        | ۱۹۷۳ | جیرو + ووئلتا         | چهارم                 |
| برنار اینو (FRA)      | ۱۹۷۸ | تور + ووئلتا          | پنجم                  |
| جووانی باتالین (ITA)  | ۱۹۸۱ | جیرو + ووئلتا         | ۲۶ام                  |
| برنار اینو (FRA)      | ۱۹۸۲ | تور + جیرو            | ناتمام                |
| برنار اینو (FRA)      | ۱۹۸۵ | تور + جیرو            | ناتمام                |
| میگل ایندوراین (ESP)  | ۱۹۹۲ | تور + جیرو            | ششم                   |
| میگل ایندوراین (ESP)  | ۱۹۹۳ | تور + جیرو            | دوم                   |
| مارکو پانتانی (ITA)   | ۱۹۹۸ | تور + جیرو            | نرفت                  |
| آلبرتو کونتادور (ESP) | ۲۰۰۸ | جیرو + ووئلتا         | ناتمام                |

### پیروزی یک گرند تور و قهرمانی جهان در یک سال
اینو در فصل ۱۹۸۰ برای پیروزی تاج سه‌گانه هدف‌گذاری کرده‌بود. او برندهٔ جیرو شد؛ ولی در تور، علی‌رغم پیروزی در سه مرحله و رهبری رده‌بندی اصلی، به دلیل مصدومیت زانو وادار به کناره‌گیری شد. چند هفته بعد در سالانش توانست قهرمانی جهان را به دست آورد. در جدول زیر، نتایج دو گرند تور دیگر برای رکابزنانی که در یک سال، برندهٔ یک گرند تور و قهرمانی جهان شدند، مشاهده می‌شود.
| دوچرخه‌سوار             | سال  | گرند تور پیروز شده | نتیجه در دو گرند تور دیگر | نتیجه در دو گرند تور دیگر |
| ---------------------- | ---- | ------------------ | ------------------------- | ------------------------- |
| فائوستو کوپی (ITA)     | ۱۹۴۰ | جیرو               | تور: نرفت                 | ووئلتا: ناموجود           |
| Georges Speicher (FRA) | ۱۹۳۳ | تور                | جیرو: نرفت                | ووئلتا: ناموجود           |
| فائوستو کوپی (ITA)     | ۱۹۵۳ | جیرو               | تور: نرفت                 | ووئلتا: ناموجود           |
| لویزون بوبه (FRA)      | ۱۹۵۴ | تور                | جیرو: نرفت                | ووئلتا: ناموجود           |
| ارکوله بالدینی (ITA)   | ۱۹۵۸ | جیرو               | تور: نرفت                 | ووئلتا: نرفت              |
| ادی مرکس (BEL)         | ۱۹۷۱ | تور                | جیرو: نرفت                | ووئلتا: نرفت              |
| برنار اینو (FRA)       | ۱۹۸۰ | جیرو               | تور: ناتمام               | ووئلتا: نرفت              |
| گرگ لوموند (USA)       | ۱۹۸۹ | تور                | جیرو: ۳۹ام                | ووئلتا: نرفت              |